# کریستین هرمان وایسه
کریستین هرمان وایسه (انگلیسی: Christian Hermann Weisse؛ ۱۰ اوت ۱۸۰۱ – ۱۹ سپتامبر ۱۸۶۶) فیلسوف، متخصص الهیات، استاد دانشگاه، و نویسنده اهل پادشاهی ساکسونی بود.